# Partito Andalusista
Il Partito Andalusista (in spagnolo: Partido Andalucista - PA) è stato un partito politico spagnolo  di orientamento socialdemocratico e nazionalista operativo in Andalusia.
Costituitosi nel 1976 con la denominazione di Partito Socialista di Andalusia (Partido Socialista de Andalucía), proseguì l'attività politica dell'Alleanza Socialista di Andalusia (Alianza Socialista de Andalucía), fondata nel 1971; nel 1979 assunse il nome di Partito Socialista di Andalusia - Partito Andaluso (Partido Socialista de Andalucía - Partido Andaluz), venendo infine ridenominato Partito Andalusista nel 1984.
Si è dissolto nel 2015.

## Risultati
| Elezione | Voti                          | %                             | Seggi   |
| --- | ----------------------------- | ----------------------------- | ------- |
| Generali 1979 | 325.842                       | 1,81                          | 5 / 350 |
| Generali 1982 | 84.474                        | 0,40                          | 0 / 350 |
| Generali 1986 | 94.008                        | 0,47                          | 0 / 350 |
| Europee 1987 | 185.550                       | 0,96                          | 0 / 60  |
| Europee 1989 | 295.047                       | 1,86                          | 1 / 64  |
| Generali 1989 | 212.687                       | 1,06                          | 2 / 350 |
| Generali 1993 | 96.513                        | 0,41                          | 0 / 350 |
| Europee 1994 a | 140.445                       | 0,76                          | 0 / 64  |
| Generali 1996 | 134.800                       | 0,54                          | 0 / 350 |
| Europee 1999 | Nella Coalizione Europea      | Nella Coalizione Europea      | 1 / 64  |
| Generali 2000 | 206.255                       | 0,89                          | 1 / 350 |
| Generali 2004 | 181.868                       | 0,70                          | 0 / 350 |
| Europee 2004 | Nella Coalizione Europea      | Nella Coalizione Europea      | 0 / 54  |
| Generali 2008 b | 68.679                        | 0,27                          | 0 / 350 |
| Europee 2009 | Nella Coalizione per l'Europa | Nella Coalizione per l'Europa | 0 / 50  |
| Generali 2011 | 76.999                        | 0,32                          | 0 / 350 |
| Europee 2014 | 49.523                        | 0,32                          | 0 / 54  |
| • a Coalizione Andalusa - Potere Andaluso (con Partito Andaluso del Progresso) • b Coalizione Andalusa (con Partito Socialista d'Andalusia, Sinistra Andalusa e altre liste) |                               |                               |         |